# Baldeo
Baldeo (hindi बल्देव) – miasto w północnych Indiach w stanie Uttar Pradesh, na Nizinie Hindustańskiej.
Populacja miasta w 2001 roku wynosiła 9695 mieszkańców.